# Сочувствующий (роман)
«Сочувствующий» (англ. The Sympathizer) — дебютный роман американского автора вьетнамского происхождения Вьет Тхань Нгуена. Книга была признана бестселлером 2015 года журналом The New York Times и удостоена Пулитцеровской премии в 2016 году. Пулитцеровский комитет назвал роман «многослойной иммигрантской историей», рассказанной «человеком двух разумов и двух стран: Вьетнама и США».

## Сюжет
Книга повествует о падении правительства Южного Вьетнама в 1975 году, и последующих событиях, развернувшихся уже в Калифорнии, США. Повествование ведется от лица главного героя — политического заключенного, в прошлом — тайного коммунистического агента, чьё имя на протяжении всей книги остаётся неназванным.

## Награды
- 2015 Center for Fiction First Novel Prize, победитель[5];
- 2015 Asian/Pacific American Award for Literature, победитель[6];
- 2016 Медаль Эндрю Карнеги, победитель[7];
- 2016 Пулитцеровская премия за художественную книгу, победитель;
- 2016 Премия Эдгара Аллана По за лучший первый роман американского писателя[8];
- 2016 Американская литературная премия ПЕН/Фолкнер, финалист[9];
- 2016 Dayton Literary Peace Prize, победитель[10];
- 2017 Дублинская литературная премия, номинация[11].

## Телевизионная адаптация
В апреле 2021 года Вьет Тхань Нгуен объявил, компания A24 займётся телевизионной адаптацией романа, а режиссёром адаптации станет Пак Чхан Ук. В июле того же года компания HBO заказала производство телесериала.